# REM Island

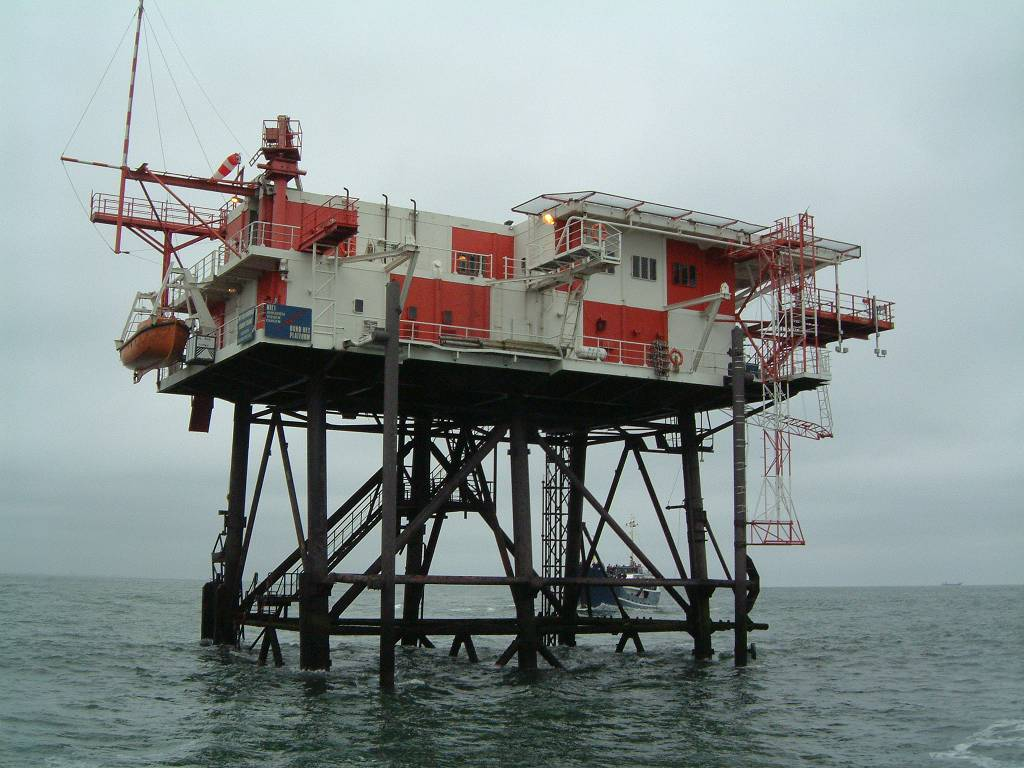
REM island

REM Island est une plateforme construite en Irlande et installée sur la côte hollandaise en 1964, à 6 miles de Noordwijk. Elle abrite l'émetteur de la station pirate Radio Nordsee International (Radio North Sea International en anglais, ou Radio Noordzee International en néerlandais), ainsi que celui de TV Noordzee.
La station pirate sera démantelée à la suite d'un raid de l'armée hollandaise.

## Fondation de la société REM et construction de la plateforme
Cornelius Verolme et P. Heerema fondent la société par actions Reklame Exploitatie Maatschappij (R.E.M.). L'émission des actions en direction du public est un grand succès puisqu'elles sont sur-souscrites trente fois. L'entreprise entreprend alors de faire construire une plateforme dans le port de Cork (Irlande (pays)) pour l'acheminer au large de Noordwijk. Elle mesure 25 mètres de long sur 15 m. de large et s'élève 13 mètres au-dessus de l'océan. Un pylône de 120 mètres accueille l'antenne et permet une excellente réception dans tous les Pays-Bas.
Les tests débutent le 19 juillet 1964 sur 1 071 kHz (280 m), avant de passer sur 1 400 kHz (214 m). À partir du 29 juillet, environ 800 000 foyers hollandais peuvent recevoir la radio qui émet en anglais et en flamand,.

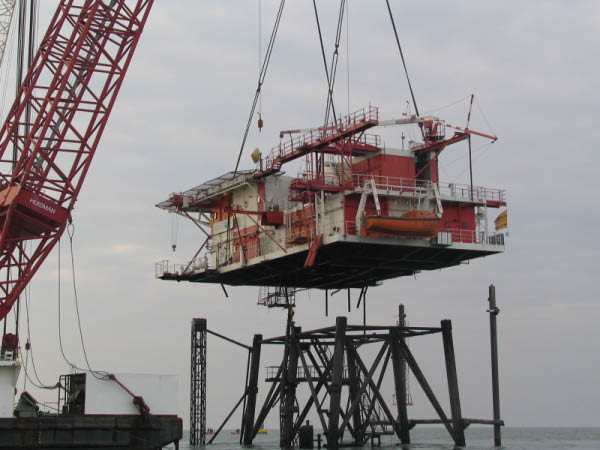
Démantèlement de REM Island.

## Fin de la radio pirate
Dans un premier temps, les autorités néerlandaises ne peuvent rien faire contre les émissions pirates de Radio Noordzee. Une nouvelle loi (dite loi REM) est votée le 12 décembre 1964. Elle a pour objectif de rattacher le plateau continental à la Hollande. Désormais, la station n'est plus dans les eaux internationales. Cinq jours plus tard, la station est investie par un commando de Royal Marines (Netherlands Marine Corps).

## Utilisation actuelle de la plateforme

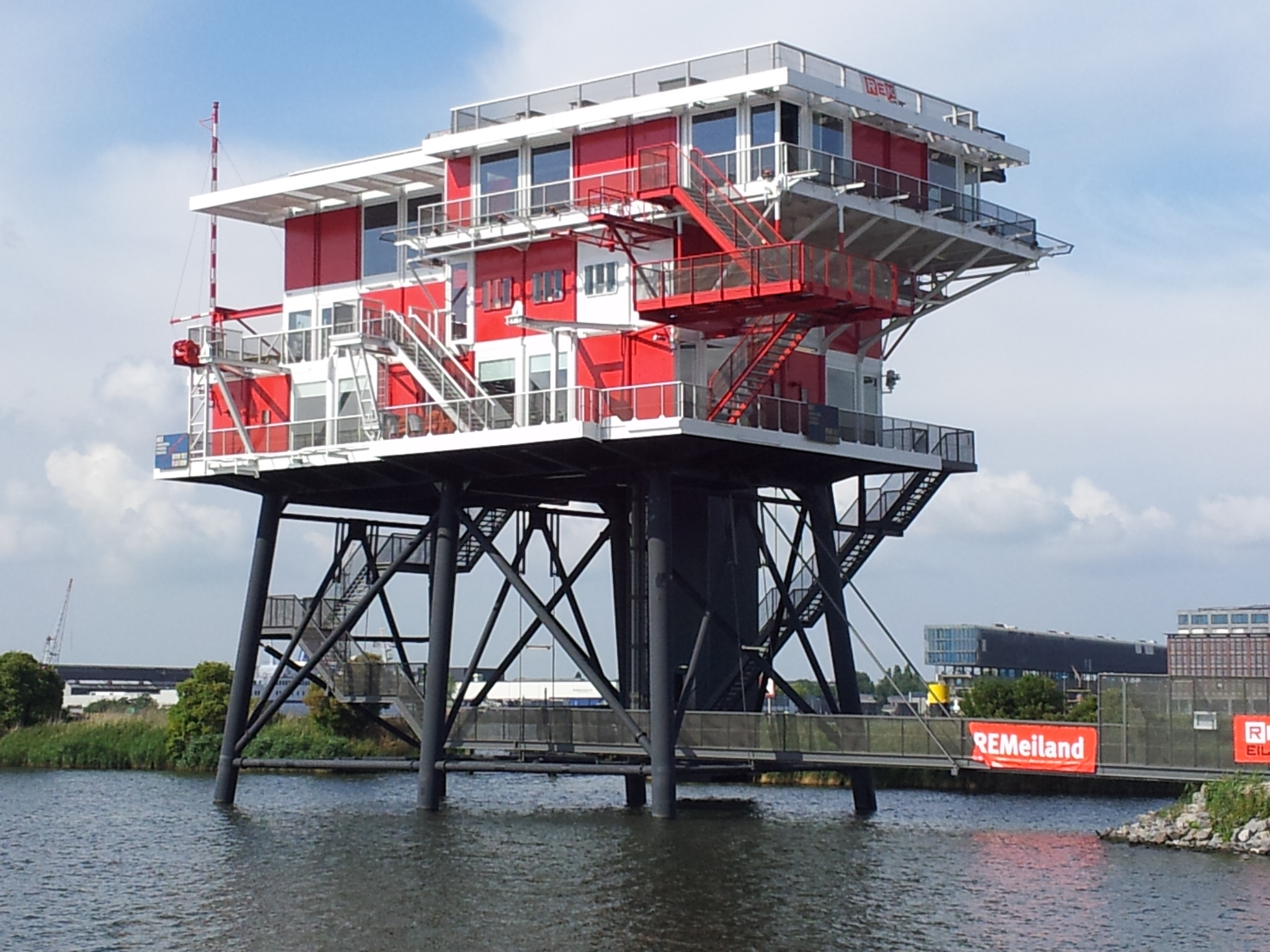
REM Island, devenu un restaurant à Amsterdam

Un an après le raid, Radio Noordzee a repris légalement ses transmissions sous le nom de TROS. REM Island a été utilisée par le gouvernement pour mesurer la température de la mer et sa concentration en sel. Après une tentative infructueuse de vente en 2004, la plateforme est démantelée.
Depuis mars 2011, la plateforme est installée dans le port d'Amsterdam. Il s'agit d'un restaurant, le REM Eiland Restaurant.